# Аспара (Шуський район)
Аспара́ (каз. Аспара) — станційне селище у складі Шуського району Жамбильської області Казахстану. Входить до складу Тасоткельського сільського округу.
Населення — 202 особи (2021; 251 у 2009, 156 у 1999, 66 у 1989).